# Västfinsk lantras

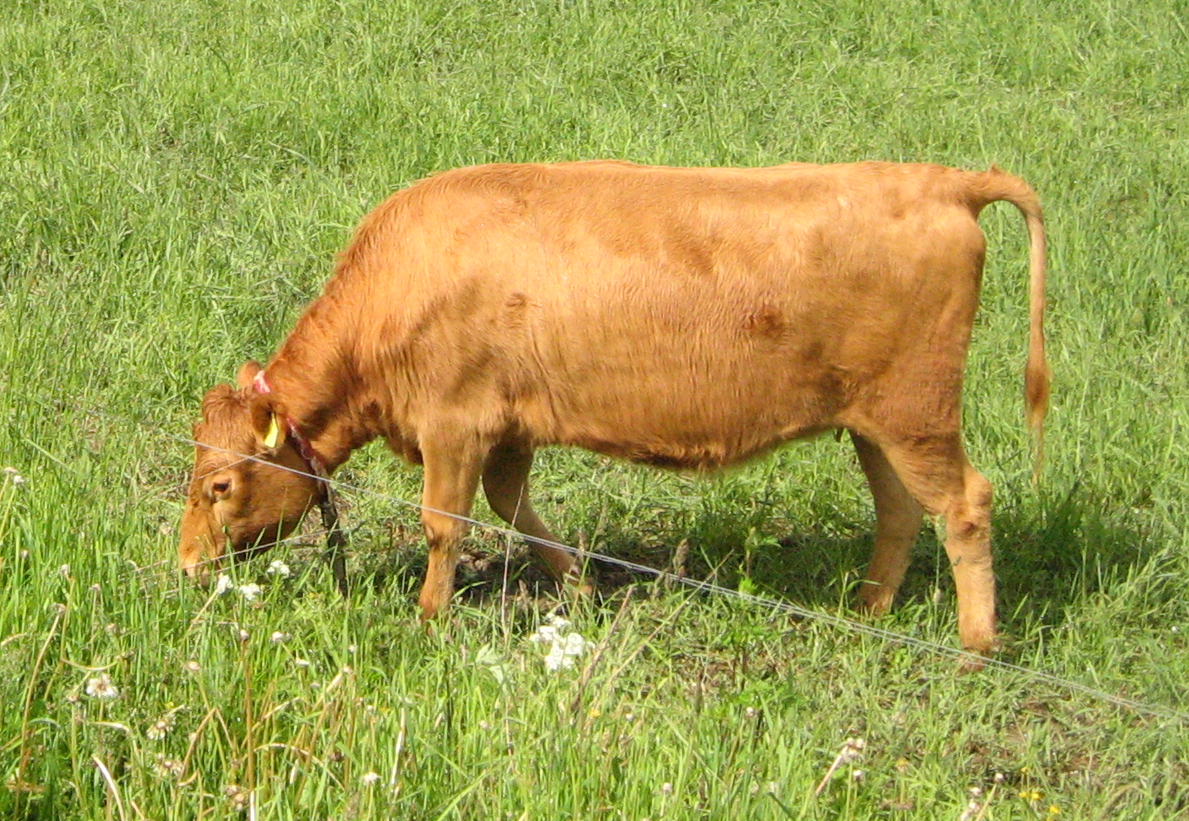
Ko av västfinsk lantras

Västfinsk lantras (finska: Länsisuomenkarja) är en finländsk lantras av nötkreatur. Den utvecklades i västra och södra Finland och är den näst vanligaste av de tre inhemska lantraserna av nötkreatur i Finland. Det är en koras av mjölktyp.
Det finns omkring tusen individer av västfinska nötkreatur i Finland idag. Fetthalten i mjölken är 4,53% och proteinhalten är 3,47%. Även om rasen fortfarande ligger långt efter de dominerande raserna när det gäller mjölkproduktion, är den fortfarande klart mer produktiv än andra inhemska finländska nötkreatursraser. 
Djuren från den västfinska boskapen är hornlösa och mestadels bruna till färgen. I vissa familjer ärvs dock vita märken. En ko väger omkring 540 kg.
Beståndet av västfinska nötkreatur är ganska litet och rasen är inavlad, men under de senaste decennierna har västfinska nötkreatur kunnat förbättras i viss mån. 
Stamtavla för västfinsk lantras upprättades 1906. Antalet djur av rasen minskar. För ett tiotal år sedan var antalet fem gånger så stort.